# Aucana ramirezi
Aucana ramirezi is een spinnensoort uit de familie trilspinnen (Pholcidae). De soort komt voor in Chili.